# Ilja Stankevits
Ilja Stankevits (Narva-Jõesuu, Condado de Ida-Viru, Estonia, 9 de marzo de 1998) es un jugador de baloncesto estonio. Juega de pívot, es internacional con la Selección de baloncesto de Estonia y su actual equipo es el Força Lleida Club Esportiu de la liga LEB Oro de España.

## Carrera deportiva
Es un pívot formado en el Tallinna Ulikool/Kalev de su país. Con 19 años abandona el equipo de su país natal para jugar en España.
En verano de 2017, firmó un contrato por el Actel Força Lleida por una temporada tras haber debutado en FIBA Eurocup y haber sido seleccionado por su equipo nacional. El pívot estonio alternaría el primer equipo con el equipo vinculado del CB Alpicat.

## Clubes
- Tallinna Ulikool/Kalev. (2014-2017)
- Força Lleida Club Esportiu. LEB Oro. (2017-)